# Амарант (древесина)
Амарант — ядровая древесина деревьев рода Peltogyne из семейства бобовые.

## Распространение
Тропические дождевые леса Центральной и Южной Америки.

## Другие названия
Пёрплхарт (purple heart), пурпурное сердце, пурпурное дерево, розовое дерево ( в отличие от махагони или красного дерева), фиолетовое дерево, виолетовое дерево.

## Свойства древесины

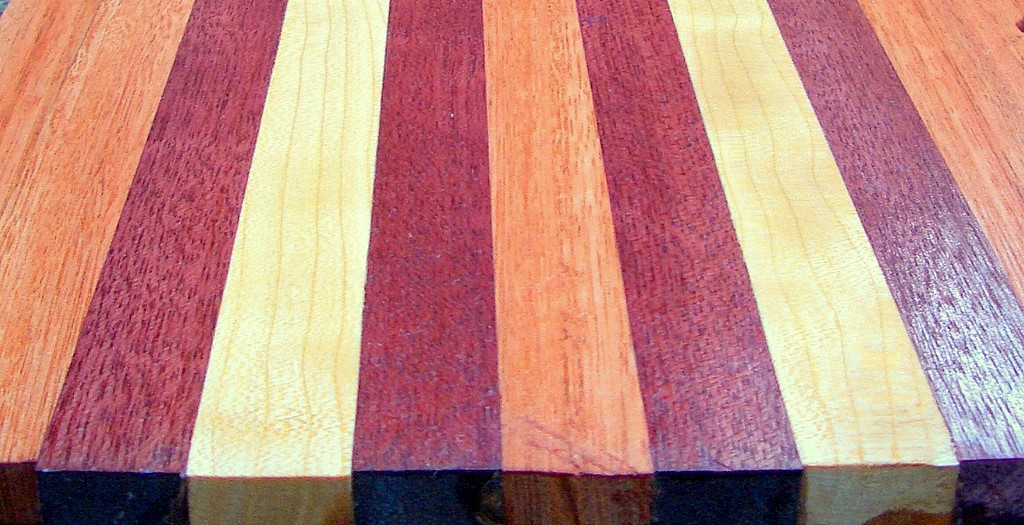
Бруски амаранта, липтуса и вишни

Сразу после среза древесина амаранта серо-коричневая, однако под воздействием воздуха вскоре приобретает насыщенный фиолетовый цвет, за который она и ценится. Под действием ультрафиолетовых лучей темнеет и становится коричневым с лёгким оттенком фиолетового.
Этот эффект может быть минимизирован покрытием, защищающим от ультрафиолетового излучения. Сухая древесина твёрдая (твёрдость по Бринеллю 5,4 кгс/мм²) и плотная (плотность 880 кг/м³), должна обрабатываться острым инструментом. Пыль амаранта может вызывать тошноту.
Обработка умеренно трудная, требует незначительного шлифования.

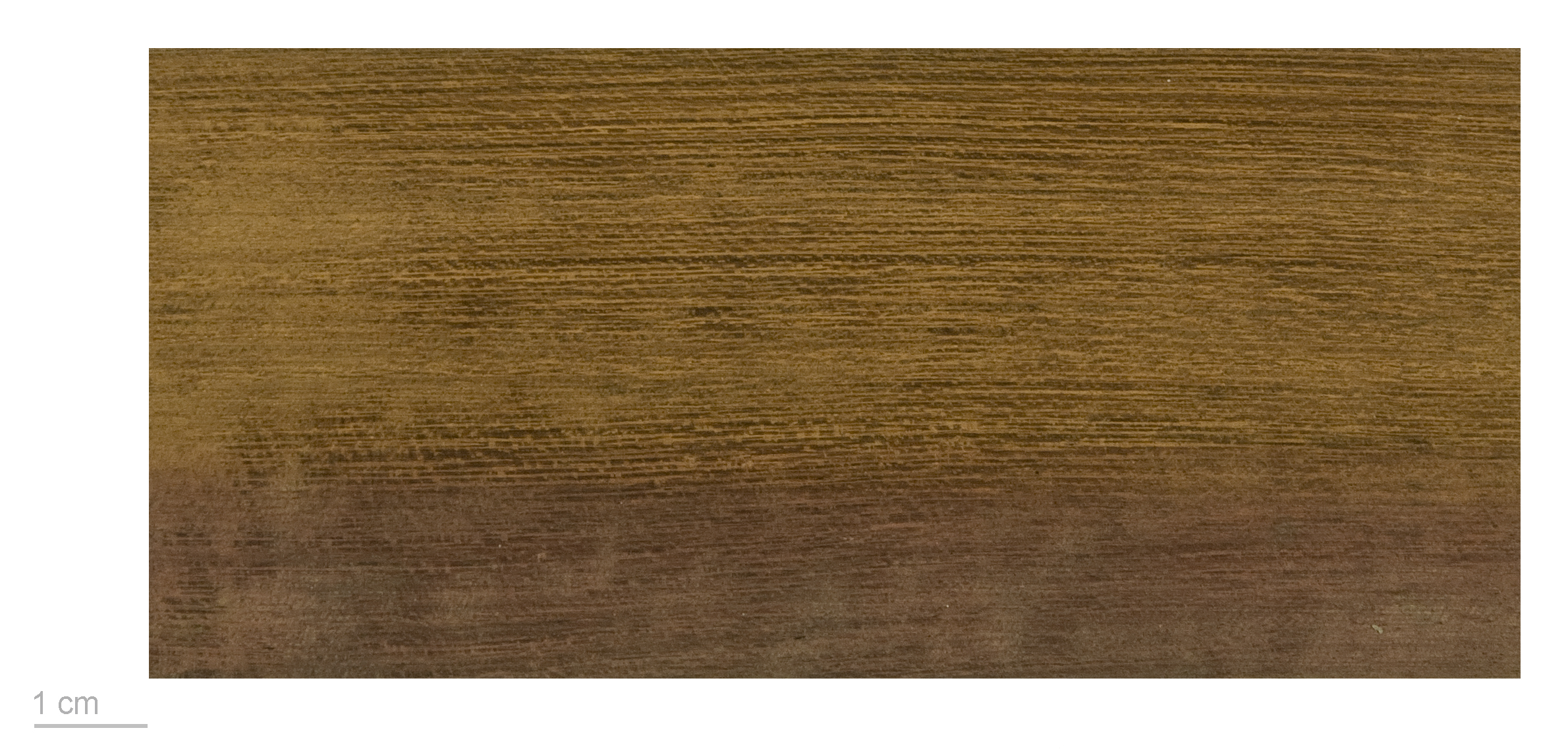
Образец древесины Peltogyne sp. — Тулузский музей

## Применение
С начала XVIII века амарант употреблялся для инкрустации мебели и более мелких (ручных) декоративных предметов. До нынешнего времени древесина амаранта используется для изготовления вставок, мебели, фурнитуры, используется для токарных работ, изготовления напольных покрытий, в качестве декоративных элементов интерьера, так же используется для изготовления гимнастических снарядов, накладок для грифов гитар, трамплинных досок и т.п.